# Gul sennep
Gul sennep (Sinapis alba) er en 50-80 cm høj urt, der i Danmark er en almindelig kulturplante.

## Beskrivelse
Gul sennep er en enårig, urteagtig plante med en stiv, opret vækst. Stilken er grenet og har grove børstehår. Bladene er ligeledes behårede og er uregelmæssigt fjerfligede.
Blomsterne er samlet i klynger; hver blomst har fire gule kronblade, der er 7-10 mm lange. Frugterne er korte skulper med stive udstående hår. Artsnavnet 'alba' betyder hvid og refererer til frøene, der imidlertid nærmere er lysegule.
Roden er kraftig og har mange fine siderødder.

## Voksested
Gul sennep har sin naturlige udbredelse i Middelhavsområdet, men er udbredt over det meste af verden. Den kom til I naturen vokser den især på marker, øde områder, vejbredder, jernbaneområder, affaldspladser og lignende.
Arten er desuden naturaliseret i mange steder i verden.

## Anvendelse
De olieholdige frø kan anvendes til produktion af sennep. Derudover anvendes den i have- og landbrug til jorddækning og efterafgrøde samt grøngødning, hvilket den er velegnet til på grund af sin hurtige vækst.
| Portal | Portal:Botanik |